# Chapel of Love
Chapel of Love è un singolo scritto da Jeff Barry, Ellie Greenwich e Phil Spector, reso famoso dalle Dixie Cups nel 1964, rimanendo tre settimane al primo posto dell Billboard Hot 100 negli Stati Uniti. La canzone descrive la felicità e l'eccitamento che prova il narratore il giorno del suo matrimonio. Negli anni sono state registrate diverse altre versioni del pezzo. La canzone è stata inserita alla posizione numero 279 nella lista delle 500 migliori canzoni secondo Rolling Stone.